# Emmy Rebstein-Metzger
Rosa Emilie „Emmy“ Rebstein-Metzger, geborene Rebstein (* 6. März 1898 in Ravensburg; † 11. März 1967 in Mannheim) war eine deutsche Juristin, Frauenrechtlerin und Unternehmerin. Sie gilt als eine der ersten promovierten Juristinnen der Weimarer Republik.

## Leben und Wirken
Emmy Rebstein-Metzger wurde am 6. März 1898 in Ravensburg geboren. Sie war das drittälteste der sechs Kinder von Franz Josef Rebstein und Rosalie Rebstein.
Zunächst besuchte sie das „Klösterle“ der „Armen Schulschwestern von Unserer Lieben Frau“ in Ravensburg und Offenburg. Mit 19 Jahren legte sie ihre Reifeprüfung an der Oberrealschule ab.
Ihr Studium der Rechtswissenschaften begann sie im Sommersemester 1918. Zu diesem Zeitpunkt war es Frauen jedoch noch nicht möglich, Richterin oder Rechtsanwältin in Deutschland zu werden. Trotz dieser Einschränkungen studierte Emmy Rebstein in acht Semestern an den Universitäten Kiel, München, Freiburg und Tübingen. Mit der Zulassung zum juristischen Vorbereitungsdienst für Frauen schloss sie 1922 ihr erstes Staatsexamen in Tübingen ab. Das zweite Staatsexamen legte sie nur wenig später in Stuttgart ab. 1924 wurde Emmy Rebstei zum Dr. jur. promoviert und war somit die erste zugelassene Rechtsanwältin in Baden und Württemberg.
Ihrer Heirat mit dem Juristen Oskar Metzger folgte ein Umzug nach Mannheim. Dort eröffnete sie bereits 1927 eine eigene Kanzlei. Rebstein-Metzger vertrat größere Firmen und Auftraggeber in Wirtschaftsfragen, setzte sich allerdings auch für die Rechte der deutschen Frauenbewegung ein. Gemeinsam mit Camilla Jellinek, der Leiterin der „Heidelberger Rechtsschutzstelle für Frauen“, und Käthe Gaebel, der Leiterin des „Frauenberufsamtes des Bundes Deutscher Frauenvereine“, verfasste Emmy Rebstein-Metzger die 1928 erschienene Publikation „Frauen unter Deutschem Recht“. 1953 erlangte Rebstein-Metzger die Streichung des § 1354, der dem Ehemann die alleinige Entscheidungsgewalt in allen ehelichen Angelegenheiten zusprach. Ebenfalls fanden sich in dem Gleichberechtigungsgesetz von 1957 einige ihrer Gesetzesänderungsvorschläge zur elterlichen Gewalt. In der Frauenbewegung engagierte sie sich für das Zustandekommen des Mannheimer Frauenvereins und wurde während der Gründungsversammlung darum gebeten, den ersten Vorsitz zu übernehmen. Sie nahm an einem Studienaufenthalt in den Vereinigten Staaten teil, um dort Eindrücke von der Gleichberechtigung von Frauen zu gewinnen.
Während der nationalsozialistischen Machtergreifung blieb Rebstein-Metzgers Leben als Nichtjüdin unbedroht. Dennoch zog sich die Juristin aus der Öffentlichkeit zurück. Nach dem Zweiten Weltkrieg erhielt sie die Zulassung als Rechtsanwältin beim deutschen Gericht sowie dem internationalen Militärgerichtshof. Nach Kriegsende wandte sie sich zunehmend dem Wirtschaftsrecht zu und spezialisierte sich auf Schifffahrtsprobleme. Weiterhin übernahm sie mit ihrer Schwester Elisabeth nach dem Verschwinden von Bruno Müller und dem Tod seines Vaters die Leitung der Firma VIVIL. Als Elisabeth 1951 unerwartet verstarb, verwaltete Emmy Rebstein-Metzger das Unternehmen und vertrat dieses in juristischen Angelegenheiten. Erst kurz vor ihrem Tod übernahm ihr Neffe die Geschäfte.
Am 11. März 1967 starb Emmy Rebstein-Metzger und wurde in ihrer Heimatstadt begraben.

## Publikationen
- Zivilrechtliche Untersuchungen über Pflegekinder-Verhältnisse. Dissertation, Universität Freiburg 1924.
- Scheidung schuldlos zerrütteter Ehen. In: Deutsche Juristenzeitung. Jahrgang 32, Nummer 10, 1927, S. 715–719.
- Gütertrennung oder Gütergemeinschaft? In: Die Frau. Jahrgang 34, Nummer 9, 1927, S. 522–527.
- Die Frau als Staatsbürgerin. In: Käthe Gaebel, Camilla Jellinek, Emmy Rebstein-Metzger (Hrsg.): Frauen unter deutschem Recht. Mannheim/Berlin/Leipzig 1928, S. 1–19.